# 小米MIX 3
小米MIX 3是一款由小米科技於2018年10月25日所发布的搭载安卓系统的全面屏智能手机。是小米MIX系列的第四款产品。

## 概述
小米MIX 3是小米MIX 2S的换代产品，是全球首款磁动力滑盖全面屏手机，官方宣称其使用寿命可达30万次。

## 性能
小米MIX 3采用了高通骁龙845作为手机的SoC，并有高达10GB RAM容量的故宫特别版可供选配，也是全球首款拥有10GB内存容量的手机。

## 拍摄
- 小米MIX 3的后置摄像头模组采用了1220万有效像素的变焦双摄，摄像头模组与之前发布的小米MIX 2S以及小米8基本相同；其中主摄像头采用了索尼IMX 363作为图像传感器，镜头的光圈值为F1.8，物理焦距4.216mm，并支持四轴光学防抖；而副摄像头则采用了三星S5K3M3+作为图像传感器，镜头光圈值为F2.4，物理焦距5.2mm。[2]

- 小米MIX 3自带的相机软件支持AI拍照场景识别和手持超级夜景等功能；此外，小米MIX 3还支持基于AI的1080p 960帧慢动作摄像，最长可录制0.25秒；MIX 3也是小米首款支持1080P/60fps以及4K/60fps视频录制的手机。

- DxOMark给了MIX 3的后置摄像头高达103分的综合得分和108分的拍照得分，其视频得分为93分[3]。

## 充电
小米MIX 3的有线充电支持QC4.0+快充，标配最大功率为18W的QC3.0充电器，支持10W无线充电并随机附赠了10W的无线充电底座。

## 售价
小米MIX3发布时的售价为（以人民币为单位）：
- 6+128GB版：3299元
- 8+128GB版：3599元
- 8+256GB版：3999元
- 10+256GB版：4999元 (故宫特别版)

## 小米MIX 3 5G
小米MIX 3 5G外表大致不變，只在背後加上5G標誌，內裡則換上Snapdragon 855和Snapdragon X50 Modem。後者令此機支援26GHz和28GHz的毫米波，以及sub-6 GHz頻段，使下載速度高達2Gbps。

## 外部連結
- 官方网站

| 前任者： 小米MIX 2S | 小米MIX系列 小米MIX 3 2018 | 繼任者： 小米MIX Alpha |